# Myrmecia athertonensis
Espèce
Myrmecia athertonensis est une espèce de fourmis originaire d'Australie. Les plus fortes populations de cette fourmi se trouvent sur la côte Nord-Est du pays dans l'État du Queensland, entre les villes côtières de Cairns et de Townsville.
L'espèce est décrite pour la première fois en 1915.

## Nom vernaculaire et classement
Du fait de son agressivité, cet insecte social est aussi connu sous le nom vernaculaire de « Fourmi bouledogue ».
La fourmi bouledogue appartient au genre Myrmecia, à la sous-famille des Myrmeciinae.
La plupart des ancêtres des fourmis du genre Myrmecia n'ont été retrouvés que dans des fossiles, à l’exception de Nothomyrmecia macrops, seul parent vivant actuellement.

## Biologie
La taille moyenne de Myrmecia athertonensis varie de 14,5 à 22 mm de long ; les mâles ne dépassent pas 16 mm. Myrmecia athertonensis présente une tête, des antennes et des pattes noires. Ses mandibules sont jaunes, son abdomen est jaune doré, et son thorax noir et rougeâtre par endroits. Son corps est couvert de poils épars, très fins et longs, de couleur jaunâtre.

## Source de la traduction
- (en) Cet article est partiellement ou en totalité issu de l’article de Wikipédia en anglais intitulé « Myrmecia athertonensis » (voir la liste des auteurs)..